# ستيفن هابر
ستيفن هابر (بالإنجليزية: Stephen Haber)‏ هو مؤرخ واقتصادي أمريكي، ولد في 12 يوليو 1957.